# Аудиокнига
Аудиокнигата, книгата за слушане или говореща книга е звукозапис на текст, който се чете на глас.
Записът на говор (реч) е достъпен в библиотеките на училищата и в музикалните магазини още от 1930 г. Много от тогавашните записи не са на цели книги, а на отделни поеми и пиеси. Чак през 1980 г. аудиокнигите започват да привличат вниманието на издателствата на книги, след което започват да ги приемат на същото ниво като обикновените книги.

## Етимология
Изразът „говореща книга“ (англ. talking books) излиза на бял свят през 1930 г. от програми, стартирани от правителството на САЩ, направени за слепи хора, а изразът „аудиокнига“ започва да се използва от 1970 г., когато аудиокасетите започват да заместват грамофонните плочи.

## История
Началото на звукозаписващите устройства идва през 1877 г. от изобретението на Томас Едисън – фонографът. Една от идеите на Едисън е „фонографна книга“, която да служи на слепите хора да слушат това, което не могат да прочетат. Първите думи, които са записани на устройството, е рециталът на „Мери имаше малко агънце“ от самия изобретател. През 1878 г. е проведена първата демонстрация в Кралския институт във Великобритания.

## Създаване
Създаването на една аудиокнига се извършва от разказвач, който чете дадена книга в стая за звукозапис, докато студийният инженер и режисьорът записват и ръководят процеса. Ако се допусне грешка, записът се спира и разказвачът прочита отново текста с допуснатата грешка. Със скорошните напредвания на технологията много от аудиокнигите се записват в домашни студиа от разказвачите, които работят самостоятелно. Аудиокнигите, които са изработени от главните издателства, преминават през процес на проверяване и редактиране, след като прочитът е завършен.
На разказвачите най-често им се плаща на края на един записан час, което значи, че ако им е отнело 20 часа да запишат 5-часова книга, им се плаща само за тези 5 часа. В зависимост от разказвача и неговите умения, заплатата варира от 263 лева до 700 лева (от 2011 г.). Като цяло цената, която излиза за продукцията на една аудиокнига, е различна, тъй като по-дългите книги отнемат повече време и назначаване на достоверни в индустрията разказвачи, които изискват по-голямо заплащане.

## Ползи
- Аудиокнигите се използват, за да помогнат на децата да подобрят своето четене и разбирането от прочетеното. Те също така са изключително полезни на слепите хора.
- Някои хора искат да слушат аудокнига, докато четат хартиената книга. Това им помага да научат правилното произношение на думи, които биха произнесли грешно, ако четат само хартиената версия.
- Доста от почитателите на аудиокниги ги харесват, защото това им позволява да правят същевременно други рутинни неща като трениране, готвене, чистене и т.н.
- Аудиокнигите са доста популярни сред хората, които обичат да пътуват често.

## Слушателски практики
Аудиокнигите са ценен обучителен ресурс заради техния формат. За разлика от хартиените книги и обучителните видеа, човек може да научава нови неща от аудиокнигите, докато в същия момент прави други дейности. Много голям процент от възрастните хора слушат аудиокниги, докато шофират или са в градския транспорт. Дори някои ги използват като начин да релаксират и да им помогнат да заспят.